# Pierre d'Arcis
Pierre d'Arcis est un prélat français du XIVe siècle, évêque de Troyes.

## Biographie
Il est chanoine à Châlons-sur-Marne puis à la collégiale Saint-Étienne de Troyes, où il devient ensuite trésorier puis official. Il fut évêque de Troyes de 1378 à 1395. Au cours de son épiscopat, il pose la première pierre du jubé de la cathédrale. Il reçoit une relique de sainte Syre, des mains de la duchesse d'Orléans ; il laisse cette relique par testament à Guillaume Doma prieur de l'hôpital Saint-Bernard. Il fonde l'hôpital d'Arcis-sur-Aube, où on l'associe à la famille seigneuriale (cf. son frère Nicolas évêque d'Auxerre).
Il est mort le dimanche de Quasimodo 1395, et repose en la cathédrale de Troyes.
Il s'est opposé à Jeanne de Vergy à propos du Saint Suaire par son Mémorandum de Pierre d'Arcis dans lequel il affirme que « ce linge habilement peint sur lequel, par une adroite prestidigitation, était représentée la double image d'un homme avait été fait pour attirer les foules afin de leur extorquer habilement de l'argent ».

## Blason
Son blason porte « d'azur au canton dextre d'or ».